# Linda Chen
Linda Chen ( China, 1928 - Singapur, 29 de diciembre de 2002; Chino: 陳蒙鶴 Chén Mônghè; también conocida como Linda Chen Mock Hock o Chen Mong Hock) fue una lingüista, escritora, feminista y empresaria de Singapur, nacida en China. Cuya principal obra fue un diccionario chino malayo.  

## Biografía
Linda Chen nació en 1928 en Wenzhou, provincia de Zhejiang en China. 
En 1951, se especializó en Historia en la Universidad de Malaya en Singapur y, después de graduarse, continuó estudiando para obtener una maestría en Malasia.  En 1967, publicó el libro "Los primeros periódicos chinos en Singapur (1881-1912)" basada en su tesis de maestría y en 2008, fue traducido al chino por el Dr. Hu Xingrong. En 1958, se desempeñó como profesora de historia del Sudeste Asiático en la Universidad de Nanyang.Chen fue instructora de inglés en la escuela secundaria Chung Cheng.
Fue una de las primeras defensoras de los derechos de las mujeres en Singapur. Fundadora y secretaria de la Federación de Mujeres de Singapur (SWF por sus siglas en inglés) en 1955.La SWF tenía como principal objetivo la búsqueda de la igualdad de estatus, estaba conformada en su mayoría por mujeres educadas en China.  Fue detenida y enviada a la prisión de Outram Road en Singapur el 18 de septiembre de 1956, en virtud de la Ordenanza de Preservación de la Seguridad Pública la cual prohibió la SWF porque el gobierno consideraba que sus actividades eran una amenaza para la seguridad.  Fue liberada en 1958 y detenida de nuevo durante la operación Cold Store en 1963.
Participó activamente en el debate y las discusiones entre mujeres activistas que condujeron a la redacción de la Carta de la Mujer en 1960, que prohibió la poligamia e instituyó la monogamia en la ley matrimonial en Singapur.
En 1967, fue al Reino Unido para realizar estudios de doctorado y regresó a Singapur, donde se desempeñó como directora general y editora de Shanghai Book Company hasta su muerte en diciembre de 2002.

## Publicaciones
- Los primeros periódicos chinos en Singapur (1881-1912).[10]